# Kāl-e Karāb
Kāl-e Karāb (persiska: کال کراب) är en ort i Iran.   Den ligger i provinsen Khorasan, i den nordöstra delen av landet, 900 km öster om huvudstaden Teheran. Kāl-e Karāb ligger 794 meter över havet och antalet invånare är 430.
Terrängen runt Kāl-e Karāb är platt åt sydväst, men åt nordost är den kuperad. Runt Kāl-e Karāb är det ganska glesbefolkat, med 35 invånare per kvadratkilometer. Närmaste större samhälle är Mamīz Āb, 9,4 km väster om Kāl-e Karāb. Omgivningarna runt Kāl-e Karāb är i huvudsak ett öppet busklandskap.